# Urban Lundberg
Erik Stefan Urban Lundberg, född 8 september 1971, är en svensk historiker.
Urban Lundberg disputerade 2003 vid Stockholms universitet på en avhandling om socialdemokratin och 1990-talets svenska pensionsreform. För denna fick han 2004 Rudolf Meidnerpriset.
Urban Lundberg är sedan 2021 chefredaktör för Tidskriften Respons.